# 26005 Alicezhao
26005 Alicezhao è un asteroide della fascia principale. Scoperto nel 2001, presenta un'orbita caratterizzata da un semiasse maggiore pari a 2,4139731 UA e da un'eccentricità di 0,1879202, inclinata di 3,15280° rispetto all'eclittica.